# Brett Gurewitz
Brett W. Gurewitz, né le 12 mai 1962 à Los Angeles, surnommé  Mr. Brett, est une figure emblématique du punk californien. Guitariste et compositeur du groupe Bad Religion, il est également producteur et propriétaire du fameux label discographique Epitaph. Brett a grandi à Woodland Hills, dans la banlieue de Los Angeles, dans la Vallée de San Fernando.

## Carrière
Il produit des albums pour Bad Religion ainsi que pour des partenaires d'Epitaph comme NOFX, Rancid et Pennywise entre autres. Gurewitz quitte Bad Religion après la sortie de l'impopulaire album Into the Unknown en 1983. Il rejoint le groupe de 1986 à 1994, jusqu'à la sortie de l'album Stranger Than Fiction, encensé par la critique, avant d'être remplacé par Brian Baker. Gurewitz fonde alors le groupe Daredevils, mais réintègre Bad Religion en 2001 avant l'enregistrement l'année suivante de l'album marquant leur retour, The Process of Belief.
En 2003, il fonde un nouveau groupe, Error, avec Atticus Ross, Leopold Ross (en) et Greg Puciato, tout en continuant de travailler avec Bad Religion pour deux nouveaux albums, The Empire Strikes First (2004) et New Maps of Hell (2007).
Il enregistre également plusieurs albums sous le pseudonyme de "The Legendary Starbolt".

## Vie personnelle
Gurewitz épouse sa femme Maggie en 1989, avec qui il a 2 enfants : Max et Frida. Le couple divorce en 1995. Il fréquente depuis son amie de longue date Gina Davis, qui travaille également chez Epitaph.

## Discographie/collaboration
| Année | Artiste / Groupe    | Album                        | Rôle                                                     |
| ----- | ------------------- | ---------------------------- | -------------------------------------------------------- |
| 1981  | Bad Religion        | Bad Religion                 | Producteur et guitare                                    |
| 1982  | Bad Religion        | How Could Hell Be Any Worse? | Producteur et guitare                                    |
| 1983  | Bad Religion        | Into the Unknown             | Producteur et guitare                                    |
| 1985  | Bad Religion        | Back to the Known            | Producteur                                               |
| 1985  | The Seeing Eye Gods | The Seeing Eye Gods          | Voix, tous les instruments, producteur                   |
| 1988  | Bad Religion        | Suffer                       | Producteur, guitare et voix                              |
| 1988  | L7                  | L7                           | Producteur                                               |
| 1988  | NOFX                | Liberal Animation            | Producteur                                               |
| 1989  | Bad Religion        | No Control                   | Producteur, guitare et voix                              |
| 1989  | NOFX                | S&M Airlines                 | Producteur                                               |
| 1990  | Bad Religion        | Against the Grain            | Producteur, guitare et voix                              |
| 1990  | No Use for a Name   | Incognito                    | Producteur, guitare et voix                              |
| 1991  | Bad Religion        | 80-85                        | Producteur, guitare et voix                              |
| 1991  | Down by Law         | Down by Law                  | Producteur, guitare et voix                              |
| 1991  | NOFX                | Ribbed                       | Producteur                                               |
| 1991  | Samiam              | Soar                         | Producteur                                               |
| 1992  | Bad Religion        | Generator                    | Producteur, guitare et voix                              |
| 1992  | Chemical People     | Chemical People              | voix                                                     |
| 1992  | Down by Law         | Blue                         | Producteur et arrangeur                                  |
| 1993  | Bad Religion        | Recipe for Hate              | Producteur, guitare et voix                              |
| 1993  | Rancid              | Rancid                       | voix                                                     |
| 1994  | Bad Religion        | Stranger Than Fiction        | Producteur, guitare et voix                              |
| 1994  | Rancid              | Let's Go                     | Producteur et arrangeur                                  |
| 1995  | Bad Religion        | All Ages                     | Producteur, guitare et voix                              |
| 1995  | Pennywise           | About Time                   | Producteur                                               |
| 1995  | Rancid              | ...And Out Come the Wolves   | arrangeur                                                |
| 1996  | Daredevils          | Hate You                     | Guitare et voix                                          |
| 1997  | Pennywise           | Full Circle                  | Mixeur                                                   |
| 1997  | The Pietasters      | Willis                       | Producteur et arrangeur                                  |
| 1999  | H2O                 | F.T.T.W.                     | Producteur                                               |
| 1999  | The Pietasters      | Awesome Mix Tape vol. 6      | voix, percussions additionnelle, producteur et arrangeur |
| 2000  | Bad Religion        | The New America              | coécrit et joue de la guitare sur Believe It.            |
| 2000  | Millencolin         | Pennybridge Pioneers         | Producteur et guitare acoustique sur "The Ballad".       |
| 2000  | Rancid              | Rancid                       | Producteur                                               |
| 2001  | Pennywise           | Land of the Free?            | coécrit "Who's on Your Side"                             |
| 2002  | Bad Religion        | The Process of Belief        | Producteur, guitare et voix                              |
| 2002  | The Distillers      | Sing Sing Death House        | mixeur et arrangeur                                      |
| 2003  | Matchbook Romance   | West for Wishing             | Producteur, mixeur et arrangeur                          |
| 2003  | Rancid              | Indestructible               | Voix, producteur, arrangeur et mixeur                    |
| 2004  | Bad Religion        | The Empire Strikes First     | Producteur, guitare et voix                              |
| 2005  | The Unseen          | State of Discontent          | Mixeur                                                   |
| 2006  | The Matches         | Decomposer                   | Producteur                                               |
| 2006  | Greg Graffin        | Cold as the Clay             | Producteur et voix                                       |
| 2007  | Bad Religion        | New Maps of Hell             | Guitare et voix                                          |
| 2009  | Rancid              | Let the Dominoes Fall        | Producteur                                               |